# Assassinats al nord
Assassinats al nord (títol original en alemany, Morden im Norden) és una sèrie de televisió policíaca alemanya, creada per Marie Reiners i produïda des de 2012 per Neue Deutsche Filmgesellschaft (NDF) i Norddeutscher Rundfunk (NDR).
La sèrie, emesa per Das Erste, va arribar a les deu temporades el 2024. El primer episodi, titulat L'assassí del massapà, es va emetre per primera vegada el 21 de febrer de 2012. El primer capítol s'ha doblat al català i es va emetre per primer cop a TV3 l'1 d'octubre de 2023.

## Sinopsi
L'inspector en cap Finn Kiesewetter decideix abandonar la seva carrera com a policia per retirar-se a la zona rural de Brandenburg, però, després que la seva casa sigui completament destruïda per un incendi, es veu obligat a reprendre la seva antiga feina a Lübeck.

## Repartiment
Els intèrprets principals són:
- Sven Martinek com l'inspector Finn Kiesewetter.
- Marie-Luise Schramm com la superintendent Sandra Schwartenbeck.
- Tessa Mittelstaedt com la fiscal Elke Rasmussen.
- Veit Stübner com l'inspector Heinz Schroeter.
- Ingo Naujoks com el director Lars Englen, cap del Finn, la Sandra i el Heinz.
- Jürgen Uter com l'Erns, conserge de la comissaria.
- Christoph Tomanek com el patòleg forense Dr. Henning Strahl.
- Ulrike Bliefert com la Ria Kiesewetter, tieta d'en Finn.
- Petra Kelling com la Toni Kiesewetter, tieta d'en Finn.
- René Vaziri com l'Orkun.
- Tim Wilde com el fiscal general Carsten Dane.
- Proschat Madani com la fiscal Hilke Zobel (a partir de l'episodi 49)
- Julia Schäfle com la sergent de policia Nina Weiss (a partir de l'episodi 57)
- Jonas Minthe, com l'investigador forense Gregor Michalski (a partir de l'episodi 82)
- Anjorka Strechel, com la inspectora en cap de detectius Tomke Jenssen (a partir de l'episodi 101)
- Amelie Plaas-Link, com la sergent de policia Ida Müller-Dogan (a partir de l'episodi 113)
- Saman Giraud, com la psicòloga policial Yasmin Ahmadi (a partir de l'episodi 157)

## Llista d'episodis
| Temporada | Nombre d'episodis | Primera emissió        | Primera emissió        |
| Temporada | Nombre d'episodis | Data d'inici           | Data de finalització   |
| --------- | ----------------- | ---------------------- | ---------------------- |
| 1         | 16                | 21 de febrer de 2012   | 19 de juny de 2012     |
| 2         | 16                | 2 d'abril de 2013      | 16 de juliol de 2013   |
| 3         | 16                | 18 de març de 2014     | 20 de gener de 2015    |
| 4         | 16                | 31 d'octubre de 2016   | 27 de febrer de 2017   |
| 5         | 16                | 9 d'abril de 2018      | 5 de novembre de 2018  |
| 6         | 16                | 23 de setembre de 2019 | 16 de novembre de 2020 |
| 7         | 16                | 23 de novembre de 2020 | 8 de març de 2021      |
| 8         | 16                | 10 de gener de 2022    | 2 de maig de 2022      |
| 9         | 12                | 30 de gener de 2023    | 24 d'abril de 2023     |
| 10        | 16                | 8 de gener de 2024     | 19 de maig de 2025     |
| 11        | 14                | 27 de gener de 2025    | 5 de maig de 2025      |
| 12        | 12                | 2026                   |                        |